# Ла-Пуебла-де-Вальверде
Ла-Пуебла-де-Вальверде (ісп. La Puebla de Valverde) — муніципалітет в Іспанії, у складі автономної спільноти Арагон, у провінції Теруель. Населення — 571 особа (2010).
Муніципалітет розташований на відстані близько 240 км на схід від Мадрида, 20 км на південний схід від міста Теруель.

## Демографія
Динаміка населення (INE ):